# Vaughnictis smithae
Vaughnictis smithae è un tetrapode estinto, appartenente ai caseasauri. Visse nel Permiano inferiore (Asseliano-Sakmariano, circa 295 - 294 milioni di anni fa) e i suoi resti fossili sono stati ritrovati in Nordamerica.

## Descrizione
Questo animale è noto per uno scheletro incompleto, sufficiente a permetterne una ricostruzione. Lungo circa mezzo metro, Vaughnictis era dotato di un cranio con grandi orbite e una finestra temporale insolitamente piccola, soprattutto se raffrontata con altri animali simili quali Oedaleops ed Eothyris. La regione post-temporale era allungata, e il processo suborbitale dello jugale era molto alto; inoltre questo animale possedeva un postfrontale lungo quanto il parietale e, soprattutto, un osso squamoso dal processo anterodorsale di grandi dimensioni (maggiore di quello di Eothyris). La barra postorbitale era ampia, con una sovrapposizione notevole tra le ossa postorbitali e jugali, come in Eothyris ma diversamente dall'altrimenti simile Oedaleops. La mascella possedeva un'estensione posteriore del ramo posteriore molto grande, che raggiungeva il margine posteriore della finestra temporale. Inoltre, i denti sul palato erano insolitamente grandi rispetto a quelli di altri "pelicosauri".

## Classificazione

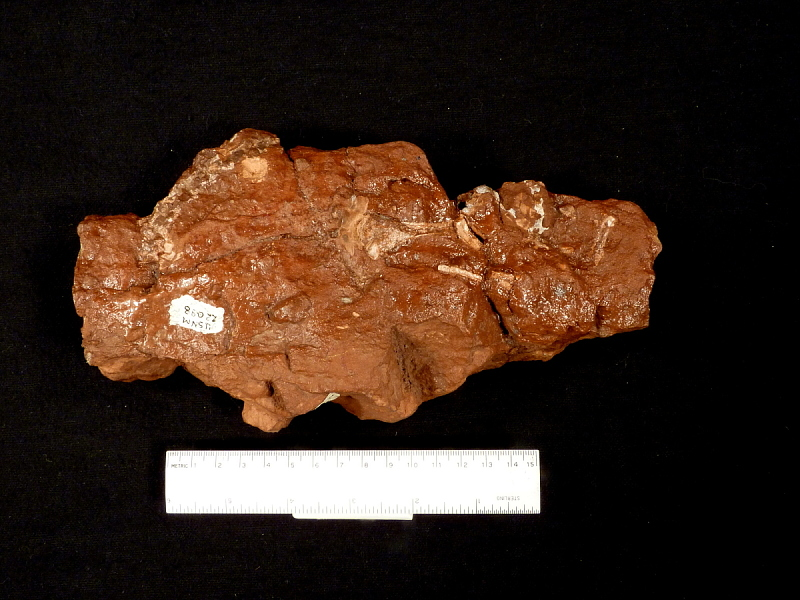
Scheletro di Vaughnictis smithae

I fossili di Vaughnictis smithae furono trovati nella contea di San Miguel in Colorado, in terreni dell'inizio del Permiano, e vennero inizialmente attribuiti a una nuova specie del varanopseide Mycterosaurus (Lewis e Vaughn, 1965). Solo successivamente, nel 2016, un nuovo riesame dei resti fossili con l'ausilio di una scansione a sincrotroni mise in luce alcuni dettagli della morfologia dello scheletro di questo animale; ciò permise di riassegnare i fossili a un genere a sé stante, Vaughnictis, e di attribuirlo agli eotirididi, un gruppo di "pelicosauri" arcaici, strettamente imparentati con i ben noti caseidi ma dalle abitudini carnivore o insettivore. In particolare, Vaughnictis era sprovvisto di molte caratteristiche dei varanopidi, come il femore snello, i denti ricurvi e compressi lateralmente e la protuberanza laterale sul postrbitale. Al contrario, Vaughnictis possedeva denti sul coronoide, un grande osso sopratemporale e un grande forame pineale posizionato a metà lunghezza del parietale: tutte caratteristiche riscontrabili negli eotirididi.